# Liste der Einträge im National Register of Historic Places im McDowell County (West Virginia)
Diese Liste der Einträge im National Register of Historic Places im McDowell County (West Virginia) enthält alle im McDowell County, West Virginia in das National Register of Historic Places eingetragenen Gebäude, Bauwerke, Objekte, Stätten oder historischen Distrikte.
Diese Liste entspricht dem Bearbeitungsstand des National Park Service/National Register of Historic Places vom 27. September 2024.

## Legende
| NRHP | Historic Place             |
| HD   | National Historic District |

## Aktuelle Einträge
| [ 2 ] | Name                                               | Bild                          | Eintragsdatum                                     | Lage                                                                                       | Ort         | Beschreibung |
| ----- | -------------------------------------------------- | ----------------------------- | ------------------------------------------------- | ------------------------------------------------------------------------------------------ | ----------- | ------------ |
| 1     | Algoma Coal and Coke Company Store                 | weitere Bilder                | 17. Apr. 1992 ID-Nr. 92000323                     | County Route 17 37° 25′ 10″ N, 81° 25′ 35″ W                                               | Algoma      |              |
| 2     | Ashland Company Store                              | Ashland Company Store         | 5. Mai 2005 ID-Nr. 05000399                       | County Route 17 37° 24′ 33″ N, 81° 21′ 14″ W                                               | Ashland     |              |
| 3     | Carter Coal Company Store                          | Carter Coal Company Store     | 17. Apr. 1992 ID-Nr. 92000329                     | Straßenkreuzung der West Virginia Route 16 und County Route 12 37° 20′ 1″ N, 81° 40′ 28″ W | Caretta     |              |
| 4     | Carter Coal Company Store                          | Carter Coal Company Store     | 17. Apr. 1992 ID-Nr. 92000328                     | County Route 2 37° 23′ 14″ N, 81° 39′ 6″ W                                                 | Coalwood    |              |
| 5     | Empire Coal Company Store                          | Empire Coal Company Store     | 17. Apr. 1992 ID-Nr. 92000321                     | U.S. Route 52 37° 24′ 43″ N, 81° 28′ 28″ W                                                 | Landgraff   |              |
| 6     | Houston Coal Company Store                         | Houston Coal Company Store    | 17. Apr. 1992 ID-Nr. 92000331                     | U.S. Route 52 37° 25′ 48″ N, 81° 30′ 32″ W                                                 | Carswell    |              |
| 7     | James Ellwood Jones House                          | James Ellwood Jones House     | 2. Apr. 1992 ID-Nr. 92000306                      | nördlich der U.S. Route 52 und östlich von Turkey Gap Branch 37° 22′ 17″ N, 81° 22′ 52″ W  | Switchback  |              |
| 8     | John J. Lincoln House                              | John J. Lincoln House         | 16. Juli 1992 ID-Nr. 92000900                     | nördlich der U.S. Route 52 37° 23′ 7″ N, 81° 24′ 46″ W                                     | Elkhorn     |              |
| 9     | McDowell County Courthouse                         | weitere Bilder                | 29. Aug. 1979 ID-Nr. 79003256                     | Wyoming St. 37° 25′ 57″ N, 81° 35′ 3″ W                                                    | Welch       |              |
| 10    | Page Coal and Coke Company Store                   | weitere Bilder                | 17. Apr. 1992 ID-Nr. 92000325                     | West Virginia Route 161 37° 20′ 57″ N, 81° 27′ 53″ W                                       | Pageton     |              |
| 11    | Peerless Coal Company Store                        | Peerless Coal Company Store   | 17. Apr. 1992 ID-Nr. 92000322                     | südlich der U.S. Route 52 37° 25′ 3″ N, 81° 29′ 26″ W                                      | Vivian      |              |
| 12    | Pocahontas Fuel Company Store                      | Pocahontas Fuel Company Store | 17. Apr. 1992 ID-Nr. 92000324                     | U.S. Route 52 37° 22′ 32,5″ N, 81° 21′ 48″ W                                               | Maybeury    |              |
| 13    | Pocahontas Fuel Company Store                      |                               | 17. Apr. 1992 ID-Nr. 92000330                     | U.S. Route 52 37° 22′ 13,5″ N, 81° 23′ 4,5″ W                                              | Switchback  |              |
| 14    | Pocahontas Fuel Company Store and Office Buildings | weitere Bilder                | 17. Apr. 1992 ID-Nr. 92000326                     | County Route 8 37° 17′ 28″ N, 81° 25′ 25″ W                                                | Jenkinjones |              |
| 15    | U.S. Coal and Coke Company Store                   | weitere Bilder                | 17. Apr. 1992 ID-Nr. 92000327                     | County Route 13 37° 21′ 5″ N, 81° 32′ 51″ W                                                | Ream        |              |
| 16    | Welch Commercial Historic District                 | weitere Bilder                | 2. Apr. 1992 ID-Nr. 100003251 92000305, 100003251 | zwischen der Wyoming St., Elkhorn Creek und dem Tug River 37° 25′ 57″ N, 81° 35′ 8″ W      | Welch       |              |
| 17    | World War Memorial                                 | World War Memorial            | 9. Apr. 1993 ID-Nr. 93000227                      | U.S. Route 52 37° 25′ 31″ N, 81° 30′ 24″ W                                                 | Kimball     |              |